# NGC 2316
NGC 2316 je emisijsko-odrazna maglica (difuzna maglica)  u zviježđu Jednorogu. 

## Vanjske poveznice
- SEDS: NGC 2316